# گرینلاو
گرینلاو (به انگلیسی: Greenlaw) یک شهرک در اسکاتلند است که در اسکوتیش بوردرز واقع شده است. گرینلاو ۶۶۱ نفر جمعیت دارد.